# Bór świeży
Bór świeży (Bśw) – siedlisko leśne występujące we wszystkich krainach przyrodniczo-leśnych na nizinach i częściowo w Krainie Karpackiej. Wykształca się na glebach typu bielicowego oraz glebach rdzawych, są to więc piaski różnoziarniste, głębokie i świeże o cienkiej warstwie kwaśnej próchnicy typu mor. Poziom wody gruntowej znajduje się w zasięgu systemów korzeniowych drzew. 
W runie leśnym boru świeżego występują: borówka czernica, widłoząb kędzierzawy, rokiet gałązkowy i błyszczący. W warstwie podszytowej rosną: jałowiec, trzmielina i jarzębina. W składzie gatunkowym drzewostanów panuje sosna z domieszką brzozy, a w piętrze dolnym występują: buk, lipa, dąb, świerk i jodła. 
Typowe gatunki runa różnicujące bór świeży od boru suchego:
- Vaccinium myrtillus – borówka czarna
- Hyllocomium splendes – gajnik lśniący
- Melampyrum pratense – pszeniec zwyczajny
- Dicranum undulatum – widłoząb falistolistny
- Chimaphila umbellata – pomocnik baldaszkowy
- Sieglingia decumbens – izgrzyca przyziemna
- Lycopodium clavatum – widłak goździsty
- Luzula pilosa – kosmatka owłosiona
- Deschampsia flexuosa – śmiałek pogięty (w krainach I, III, V i VI)
- Emipetrum nigrum – bażyna czarna (w Krainie I dzielnicy Pasa Nadmorskiego)
- Calamagrostis arundinacea – trzcinnik leśny (w Krainie II)
- Convallaria maialis – konwalia majowa (w Krainie II)
- Goodyera repens – tajęża jednostronna (w Krainie II)
- Molinia coerulea – trzęślica modra (w wariancie świeżym, w krainach I, II, III i IV).

Gatunki częste: 
- Entodon schreberi – rokietnik pospolity
- Vaccinium vitis-idaea – borówka brusznica
- Calluna vulgaris – wrzos pospolity
- Dicranum scoparium – widłoząb miotlasty
- Ptilium crista-castrensis – piórosz pierzasty.

Udział tego typu siedliska w ogólnej powierzchni polskich lasów wynosi ok. 38%.